# Paradoriaella tuberculata
Paradoriaella tuberculata är en insektsart som beskrevs av Willemse, C. 1961. Paradoriaella tuberculata ingår i släktet Paradoriaella och familjen Pyrgomorphidae. Inga underarter finns listade i Catalogue of Life.